# Schenectady County
Schenectady County är ett administrativt område i delstaten New York, USA. År 2010 hade countyt 154 727 invånare. Den administrativa huvudorten (county seat) är Schenectady. 

## Geografi
Enligt United States Census Bureau har countyt en total area på 543 km². 534 km² av den arean är land och 9 km² är vatten. 

### Angränsande countyn
- Saratoga County, New York - öster
- Albany County, New York - söder
- Schoharie County, New York - sydväst
- Montgomery County, New York - väster